# Can Canesteve
Can Canesteve és una casa d'Amer (Selva) inclosa a l'Inventari del Patrimoni Arquitectònic de Catalunya.

## Descripció
Immoble de tres plantes, entre mitgeres, cobert amb una teulada d'una sola aigua de vessant a façana. Està ubicat al costat esquerre del carrer Narcís Jonquera.
La façana principal, que dona al carrer Narcís Jonquera, està estructurada internament en dues crugies. La planta baixa consta de dues obertures rectangulars, equipades amb llinda monolítica i muntants de pedra. La de la dreta actuaria com a portal d'accés als dos pisos superiors, mentre que la de l'esquerra, en la llinda de la qual podem llegir la inscripció "J O A N R I E R A D E V A L L / 1 8 8 5" correspon a l'entrada del local comercial.
El primer i segon pis han estat resolts partint del mateix esquema formal, que consisteix en l'aplicació de dues obertures rectangulars per pis, respectivament, projectades com a balconades amb les seves baranes de ferro forjat. Tan sols difereixen en dos aspectes puntuals: per una banda, en el primer pis trobem una balconada contínua i correguda que abasta i alhora acapara tot l'espai físic de la façana, corresponent al primer pis. Tot al contrari del segon pis, on tenim dues balconades independents, sostingudes per mènsules. Mentre que per l'altra, el segon tret diferenciador és la mida de les obertures, i és que les dues del primer pis són sensiblement majors que les del segon pis, de dimensions més reduïdes. Cal assenyalar que el treball de la forja aplicat a les baranes de ferro és bastant encertat, com ho demostra, per exemple, tant els cantons rodons com la iconografia de tall vegetal i floral que ornamenta les baranes.
Tanca l'edifici, en la part superior, una cornisa molt sòbria sostinguda per una sèrie de mènsules molt austeres i discretes, sense cap valor ornamental i estètic aparent.